# Derambila dentiscripta
Derambila dentiscripta là một loài bướm đêm trong họ Geometridae.